# 維克托鎮區 (伊利諾伊州迪卡爾布縣)
維克托鎮區（英語：Victor Township）是位於美國伊利諾伊州迪卡爾布縣的一個行政鎮區。

## 地方資料
根據2010年美國人口普查的數據，維克托鎮區的面積為85.10平方千米，當中陸地面積為85.00平方千米，而水域面積為0.10平方千米。當地共有人口299人，而人口密度為每平方千米3.51人。